# Wieści Lubońskie
Wieści Lubońskie – niezależny miesięcznik mieszkańców, wydawany w Luboniu od 1990 roku. Czasopismo samorządowe o charakterze obywatelskim. Wydawcą jest Stowarzyszenie Kulturalno-Oświatowe „Forum Lubońskie”. Od 2011 roku funkcjonuje także serwis internetowy.
Miesięcznik zawiera różnorodne cykle tematyczne, w każdym wydaniu informuje np. o aktualnościach związanych z życiem parafii czy szkół. W każdym numerze znaleźć można ponadto sondaż dotyczący najważniejszych lokalnych bądź ogólnopolskich spraw, sprawozdania z rozgrywek lokalnych drużyn, czy też listy i zapytania mieszkańców oraz odpowiedzi urzędników miejskich. „Wieści Lubońskie” zawierają także część historyczną ze stałym cyklem „Kalendarium Lubońskie” oraz felietonami historycznymi o osobach związanych z miastem.  